# Happiness (musikalbum)
Happiness är det svenska rockbandet Her Majestys debutalbum, utgivet 2003 på S56 Recordings. I Europa utgavs skivan av LED Recordings.
Från skivan utgavs tre singlar: I'm Fire C'Mon!, Nobody och F.U.N.E.R.A.L.. Alla tog sig in på den svenska singellistan.

## Låtlista
1. "This Town"
2. "Power Plant"
3. "What I Deserve"
4. "I'm Fire C'Mon!"
5. "Rules to Follow"
6. "Nobody"
7. "Lost & Found"
8. "Day Boy"
9. "This Is What You Get"
10. "F.U.N.E.R.A.L."
11. "New Star"
12. "Time Standing Still"

## Mottagande
Skivan snittar på 2,8/5 på Kritiker.se, baserat på fyra racensioner. Expressen, Nöjesguiden och Svenska Dagbladet gav alla betyget tre.
Dagens skiva gav betyget 4/10. Recensenten Susanna Huldt skrev "Med undantag för några fragment ur ett par låtar så är de flesta intryck bortblåsta så fort skivan spelat färdigt. Den har egentligen inte sagt mig något."

## Listplaceringar
| Lista (2003) | Topplacering |
| ------------ | ------------ |
| Sverige      | 10           |

### Fotnoter
1. ↑  ”Her Majesty”. Svensk mediedatabas. Arkiverad från originalet den 17 november 2015. https://web.archive.org/web/20151117024259/http://smdb.kb.se/catalog/search?q=her+majesty+typ%3Afonogram&sort=OLDEST. Läst 17 juni 2012.
2. ↑  ”Happiness”. Discogs.com. http://www.discogs.com/Her-Majesty-Happiness/release/1455634. Läst 17 juni 2012.
3. 1 2  Listplacering
4. ↑  ”Happiness”. Kritiker.se. http://kritiker.se/skivor/her-majesty/happiness/. Läst 17 juni 2012.
5. ↑  Huldt, Susanna (7 juli 2003). ”Säger mig egentligen inte något”. Dagens skiva. http://dagensskiva.com/2003/07/07/her-majesty-happiness/. Läst 17 juni 2012.